# آندره ژیروتو
آندره ژیروتو (زاده ۱۷ فوریه ۱۹۹۲) یک فوتبالیست حرفه‌ای برزیلی است که به عنوان مدافع میانی یا هافبک دفاعی برای باشگاه التعاون در لیگ برتر عربستان بازی می‌کند.